# Henry Augustus Pilsbry
Henry Augustus Pilsbry (7 dicembre 1862 – 26 ottobre 1957) è stato un biologo, malacologo e carcinologo statunitense.
Fu una presenza dominante in molti campi della tassonomia degli invertebrati per la maggior parte di un secolo. Per gran parte della sua carriera, la sua autorità riguardo alla classificazione di alcuni gruppi sostanziali di organismi è stata incontrastata, tra gli altri cirripedi, chitoni e molluschi terrestri dell'areale nordamericano

| Pilsbry è l'abbreviazione standard utilizzata per le specie animali descritte da Henry Augustus Pilsbry. Categoria:Taxa classificati da Henry Augustus Pilsbry |